# Gærdesmutterne
Gærdesmutterne er pigespejderkorpset, der svarer til Grønspætterne i Anders Ands univers. De har ved lejlighed konkurrencer med Grønspætterne, og Kylle, Pylle og Rylle er medlemmer i visse historier.
På svensk hedder Gærdesmutterne Grönspättorna.